# 快速指叉球

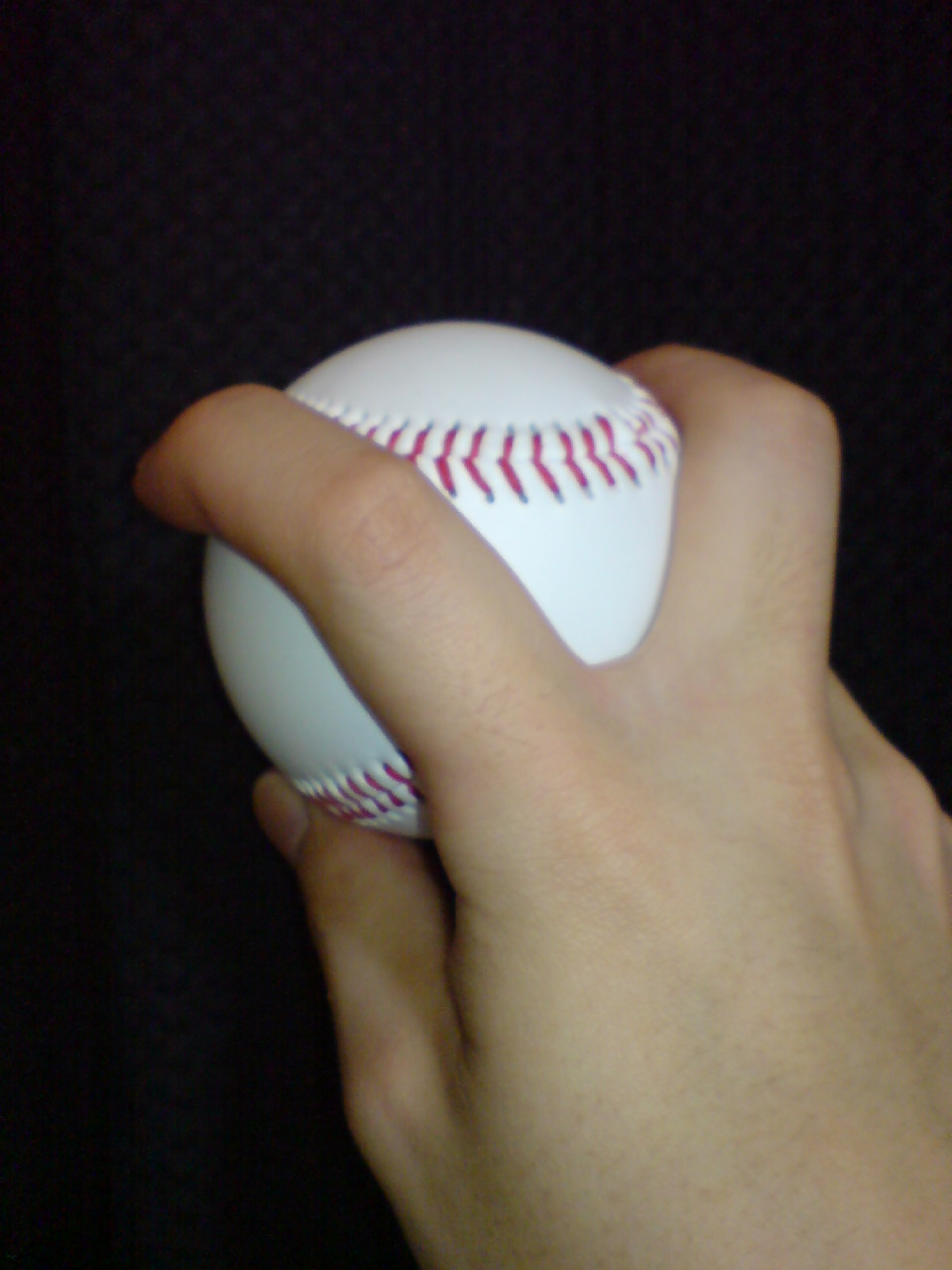
快速指叉球

快速指叉球（英語：Splitter）是棒球中的一種球路，是一種指叉球的變化。快速指叉球持球的方式介於快速球與指叉球之間，由於手指可以稍微扣到球，球的轉數較多、自然球速也會較快，但是通常不會扣在縫線上，以減少球的旋轉力。快速指叉球從1980年代開始逐漸盛行。

## 投法與特性
快速指叉球是一種指叉球的變種，持球方式介於直球與指叉球之間。由於手指可以稍微扣到球，球的轉數較多、自然球速也會較快；但是通常不會扣在縫線上，以減少球的旋轉力。
握球時，食指與中指的開叉較傳統的指叉球為小。球出手的瞬間，由於食指與中指不像投指叉球時叉的那麼開，所以球速會比較快。也因為球速較快，旋轉劇烈，比起指叉球產生下墜的時間點也比較慢，下墜幅度也比較小。因此，在接近本壘板時，打者會誤認為是快速球，但揮棒出去才發覺擊球位置判斷失誤，使打者容易揮棒落空。由於食指與中指間的寬度因人而異，也會造成不同的球速與下墜幅度。在運用時，快速指叉球多以偏低的球路為主，利用其速度較接近直球的特性，以此吸引打者以面對直球的方式做揮擊，使他們無法掌握突然下墜的變化軌跡而揮空。
由於出手時，手指與球之間可能產生的滑動，使得叉指快速球並不像直球具有穩固而安定的旋轉特質，此不安定的旋轉特性（有時出於自然、有時出於投手的刻意），使得叉指快速球的移動具有一些的不規律性。就技術上來說，叉指快速球不是變化球也不是直球。嚴格來說，可以定位成變速球的一種。一名直球球速可以達95英哩的投手，快速指叉球的球速大概會落在90英哩，真正的變速球要更慢些。快速指叉球亦被棒球圈稱為「小叉」，而速度較慢、下墜速度較慢的指叉球則是被稱為「大叉」。

## 代表人物
- 台灣：郭源治、林英傑、朱尉銘
- 美國：布魯斯·薩特、羅傑·克萊門斯、約翰·史摩茲、柯特·席林、丹·哈倫、布拉德·佩尼(MLB)、費利克斯·赫南德茲
- 加拿大：理查·哈登
- 日本：桑田真澄、伊良部秀輝、齊藤和巳、岩隈久志、田中將大、大谷翔平、山本由伸